# UFC 140
UFC 140: Jones vs. Machida è stato un evento di arti marziali miste tenuto dalla Ultimate Fighting Championship il 10 dicembre 2011 all'Air Canada Centre a Toronto, Ontario, Stati Uniti d'America.
In Italia la card principale è stata trasmessa in pay per view su Sky Sport alle ore 3:00 italiane.

## Retroscena
Inizialmente durante questo evento era previsto un incontro tra Lyoto Machida e Phil Davis ma in seguito fu rivelato che Davis si stava ancora rimettendo da un infortunio al ginocchio e che il match non avrebbe avuto luogo.
Anche un incontro tra Jon Jones e Rashad Evans era stato collegato a questo evento. Un infortunio al pollice però costo ad Evans la potenziale title shot per la seconda volta quindi venne deciso che sarebbe stato Machida a sfidare Jones per il titolo.
Rory MacDonald avrebbe dovuto affrontare Brian Ebersole durante l'evento. L'8 novembre 2008 però, MacDonald rinunciò al combattimento a causa di un infortunio venendo rimpiazzato da Claude Patrick che venne promosso da un incontro nella card preliminare contro Rich Attonito. Rich Attonito rimase nella card e il suo avversario venne rimpiazzato dal debuttante Jake Hecht.
Lo stesso Jake Hecht venne selezionato dall'UFC dopo la vittoria nella promozione britannica Cage Warriors contro il lottatore italiano Michele Verginelli.
La vittoria per KO di Jung Chan-Sung su Mark Hominick, durata solamente sette secondi, è il record in UFC di KO più veloce assieme a quelli di Todd Duffee a UFC 102: Couture vs. Nogueira e di Ryan Jimmo a UFC 149: Faber vs. Barao.

## Risultati

### Card preliminare
- Incontro categoria Pesi Leggeri:  Mitch Clarke contro  John Cholish

Cholish sconfisse Clarke per KO Tecnico (pugni) al minuto 4:36 del round 2.
- Incontro categoria Pesi Welter:  Rich Attonito contro  Jake Hecht

Hecht sconfisse Attonito via KO Tecnico (gomitate e pugni) al minuto 1:10 del round 2.
- Incontro categoria Pesi Leggeri:  Mark Bocek contro  Nik Lentz

Bocek sconfisse Lentz per decisione unanime (30–27, 30–27, 30–27).
- Incontro categoria Pesi Gallo:  Yves Jabouin contro  Walel Watson

Jabouin sconfisse Watson per decisione non unanime (28–29, 29–28, 30–27).
- Incontro categoria Catchweight (158.5lb):  John Makdessi contro  Dennis Hallman

Hallman sconfisse Makdessi per sottomissione (strangolamento da dietro) al minuto 2:58 del round 1.
- Incontro categoria Pesi Medi:  Costa Philippou contro  Jared Hamman

Philippou sconfisse Hamman per KO (pugni) al minuto 3:11 del round 1.
- Incontro categoria Pesi Mediomassimi:  Krzysztof Soszynski contro  Igor Pokrajac

Pokrajac sconfisse Soszynski per KO (pugni) al minuto 0:35 del round 1.

### Card principale
- Incontro categoria Pesi Piuma:  Mark Hominick contro  Jung Chan-Sung

Jung sconfisse Hominick per KO (pugni) al minuto 0:07 del round 1.
- Incontro categoria Pesi Welter:  Claude Patrick contro  Brian Ebersole

Ebersole sconfisse Patrick per decisione non unanime (29–28, 28–29, 29–28).
- Incontro categoria Pesi Mediomassimi:  Tito Ortiz contro  Antônio Rogério Nogueira

Nogueira sconfisse Ortiz per KO Tecnico (pugni alle costole) al minuto 3:15 del round 1.
- Incontro categoria Pesi Massimi:  Frank Mir contro  Antônio Rodrigo Nogueira

Mir sconfisse Nogueira per sottomissione (kimura) al minuto 3:38 del round 1.
- Incontro per il titolo dei Pesi Mediomassimi:  Jon Jones (c) contro  Lyoto Machida

Jones sconfisse Machida per sottomissione tecnica (strangolamento a ghigliottina) al minuto 4:26 del round 2 mantenendo il titolo dei Pesi Mediomassimi UFC

## Premi
Ai vincitori sono stati assegnati 75.000$ per i seguenti premi:
- Fight of the Night:  Jon Jones contro  Lyoto Machida
- Knockout of the Night:  Jung Chan-Sung
- Submission of the Night:  Frank Mir